# Rosa Lavín Ibarra
Rosa María Lavín Ibarra (Sestao, País Basc, 4 de novembre de 1973), és una directiva, executiva i empresària basca, actual presidenta de la Confederació d'Empreses Cooperatives d'Euskadi, el teixit empresarial basc d'economia social, des de l'any 2015, sent la primera dona a ocupar el càrrec i la primera dona a liderar una organització empresarial al País Basc i de les primeres a tot Espanya.
Anteriorment va exercir el càrrec de presidenta de la Federació d'Empreses Cooperatives d'Euskadi (ERKIDE), sent també la primera dona a ocupar el lloc.
És també la presidenta de la Xarxa Basca d'Economia Social (EGES) des del 2015, la plataforma que uneix totes les empreses de l'economia social del País Basc.
A més, és consellera del consell rector de la patronal espanyola Confederació Empresarial Espanyola de l'Economia Social (CEPES), com a membre de la junta directiva.
També és la directora economicofinancera (CFO) i vicepresidenta del consell rector de l'empresa Grupo SSI i presidenta del consell rector de la filial Grupo SSI Silver Hub, entre d'altres càrrecs corporatius.
És membre del Grup de Treball de Dones Líders de l'Economia Social engegat el 2023 per la vicepresidenta segona i ministra de Treball i Economia Social del Govern d'Espanya Yolanda Díaz.

## Biografia i trajectòria
De família humil, va néixer a Sestao el 1973. Va estudiar al Col·legi Amor Misericordiós de Sestao, un col·legi privat catòlic basc, pertanyent a la Congregació de les Esclaves de l'Amor Misericordiós.
Va estudiar la llicenciatura en ciències econòmiques i empresarials a la Universitat del País Basc. Després, va cursar un postgrau en economia social, empreses cooperatives i societats laborals també a la Universitat del País Basc. També va cursar el Programa Executiu en Direcció Financera (PEDF) a la Deusto Business School de la Universitat de Deusto.
Treballa en l'àmbit econòmic i financer, i sempre ha estat unida a les cooperatives i el moviment cooperativista i al teixit empresarial basc. Lavín ha estat consellera d'EROSKI, liquidadora d'empreses i avui dia és directora econòmica-financera (CFO) en diverses empreses.

### Presidència de la Confederació d'Empreses Cooperatives d'Euskadi
L'any 2015 Lavín va ser elegida presidenta de la Confederació de Cooperatives d'Euskadi i l'any 2019 va ser elegida presidenta de la Federació de Cooperatives d'Euskadi. Com a Presidenta de KONFEKOOP és l'encarregada de les relacions amb el Govern Basc i les associacions empresarials. Ha comparegut diverses vegades en el Parlament Basc, especialment amb l'elaboració de la nova llei de cooperatives de l'any 2019. Lavín acudeix a la recepció anual a la societat basca del lehendakari.
Lavín també és consellera de l'empresa pública SEED CAPITAL de capital de risc de la Diputació Foral de Biscaia i consellera de l'empresa pública HAZIBIDE de Capital Llavor de la Diputació Foral d'Àlaba.
El 2022, a la presentació del Projecte Estratègic per a la Recuperació i Transformació Econòmica (PERTE) al Palau de la Moncloa, juntament amb Pedro Sánchez, Nadia Calviño i Yolanda Díaz, va defensar que les empreses cooperatives participin en l'elaboració de les polítiques públiques.

## Vida privada
Està casada i té dos fills.

## Premis i reconeixements
- 2023, Seleccionada com una de les dones líders d'Economia Social d'Espanya pel Ministeri de Treball i Economia Social[31][32]